# Frisone (cavallo)

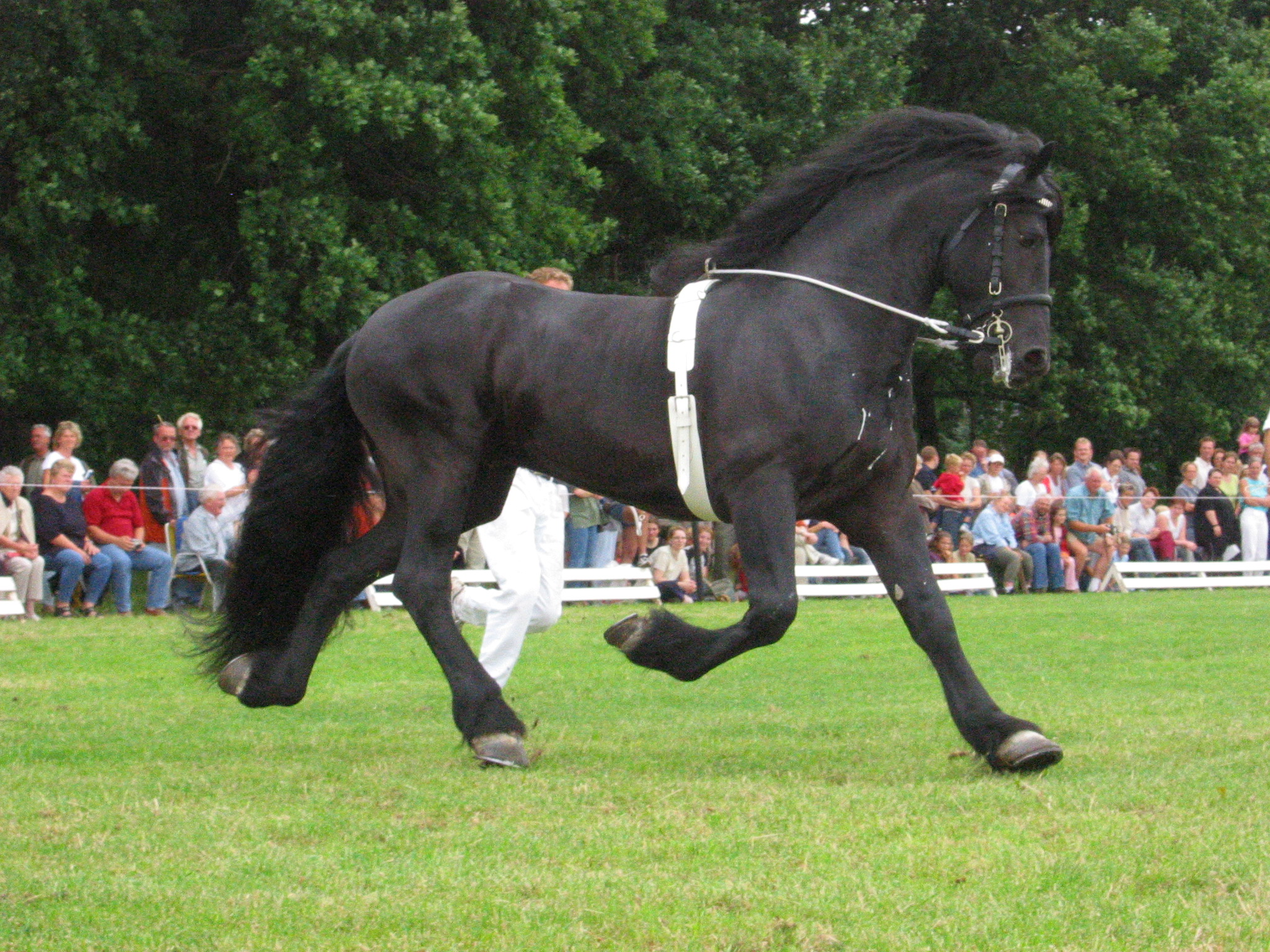
Cavallo Frisone

Il Frisone occidentale è una delle razze equine più antiche in Europa. 
Questa razza ha il suo luogo di nascita in Frisia ed è famoso per i suoi folti crini spesso ondulati. La presenza di pelo bianco non è ammessa nei registri di razza, ma una piccola stella sulla fronte è permessa (non deve superare i 3 cm). In passato sono anche nati dei frisoni dal mantello sauro "anomalo", ma negli anni ‘90 i registri di razza hanno escluso tutti gli stalloni morelli che presentassero il gene del sauro.

Cavallo robusto, possente e infaticabile, è stato utilizzato in passato, soprattutto durante il Medioevo, come cavallo da guerra. Oggi è particolarmente apprezzato nel dressage, negli attacchi e negli spettacoli equestri. Si distinguono tre linee nella razza: "barocco", più robusto, "classico", imponente ma slanciato, e "moderno", più leggero.
Può diventare molto aggressivo se allenato.

## Storia
Il cavallo frisone discende da una razza arcaica e si è sviluppato in Frisia, regione situata tra il nord dei Paesi Bassi e della Germania, nella quale sono stati trovati alcuni resti risalenti a circa 3000 anni fa. Le prime testimonianze scritte risalgono all'epoca romana, quando l'impero si espanse fino alla costa nord-atlantica dell'Europa: lo storico latino Tacito ne esaltò il valore e la forza, ma anche l'aspetto particolarmente sgraziato, risultati di una selezione che lo indirizzavano soprattutto al lavoro nei campi. Durante il Medioevo si presentava di diversi colori di manto e fu apprezzato come cavallo da combattimento per la sua frugalità, robustezza e infaticabilità, che gli consentiva di portare in groppa il cavaliere con la sua armatura.
Nel XVI secolo, sotto Carlo V, la dominazione spagnola si estese fino ai Paesi Bassi; furono quindi importati numerosi cavalli iberici che si incrociarono con i frisoni, dando origine ad un modello più leggero usato per trainare i cannoni o per le cerimonie. Numerosi quadri di pittori fiamminghi dell'epoca confermano l'evoluzione della razza. Nello stesso periodo il frisone fu anche importato, per via sia terrestre sia marittima, dai porti del mare del Nord e a sua volta migliorò numerose razze europee, quali il Dales e il Fell (la somiglianza è notevole), lo Shire, il Württemberg e l'Oldemburghese. Nel XVII secolo i Paesi Bassi passarono sotto la dominazione francese, e gli ufficiali ne gradirono molto il portamento fiero ed il trotto elegante.
Nel XIX secolo giunse in Europa la moda delle corse di trotto; così si cercò di migliorare le già buone prestazioni del frisone nel trotto, incrociandolo con cavalli più leggeri come l'Orlov. Fu a causa di ciò che la razza rischiò l'estinzione. Fortunatamente nel maggio 1879 un gruppo di appassionati/allevatori si riunirono e determinarono gli elementi caratteristici della razza, stendendo il Libro genealogico del cavallo Frisone. Durante la prima guerra mondiale rimanevano solo quattro stalloni puri e un centinaio di giumente. Gli allevatori, per preservare il patrimonio genetico, esclusero qualsiasi incrocio con altre razze. La seconda guerra mondiale, con la sua scarsità di mezzi di trasporto e carburante, ne favorì una nuova diffusione.
Alla fine del conflitto, nel 1954 la regina Giuliana dei Paesi Bassi concesse alla società di allevamento del cavallo frisone il titolo di "società reale" e ne divenne quindi la protettrice. Una seconda crisi colpì la razza quando si diffuse il salto ostacoli, perché la conformazione del cavallo non permetteva la pratica della disciplina se non a bassi livelli. Furono le sue doti per gli attacchi, questa volta a livello sportivo e non più utilitario, a salvarlo una seconda volta. Al giorno d'oggi il frisone non è più a rischio, perché la sua bellezza e peculiarità gli hanno fatto guadagnare una fama mondiale. I frisoni hanno l'onore di trainare la carrozza della famiglia reale dei Paesi Bassi, oltre a quella del celebre grande magazzino inglese Harrods. A partire dal 1980 circa, l'allevamento è mirato soprattutto a migliorare l'attitudine allo sport (dressage, attacchi, eventing ed endurance), senza perdere il suo carattere docile e gestibile, né le sue caratteristiche di razza.

## Standard di razza
- Tipo: meso-brachimorfo
- Altezza al garrese: 1,53 - 1,66 m
- Peso: 450 - 600 kg
- Mantello: nero

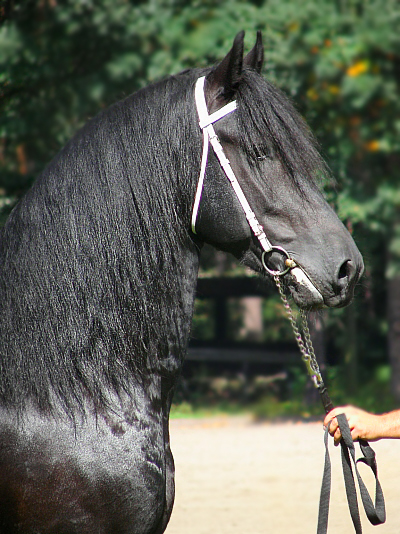
Particolare della testa

La testa, con naso dritto e leggermente convesso (assolutamente non montonina) ha un aspetto nobile e gli occhi intelligenti. Le orecchie sono piccole e attente e sono leggermente inclinate l'una verso l'altra. L'incollatura è un po' curvata, non troppo corta e portata alta, mentre la schiena è a volte un po' lunga e termina in una groppa non troppo piccola o inclinata. Le spalle sono lunghe, oblique e possenti. Le gambe e i piedi sono robusti, gli avambracci sviluppati e gli appiombi corretti. I crini, sia della coda che della criniera, sono folti, possono essere ondulati o lisci e si portano generalmente lunghi. Gli arti sono ricoperti, a partire circa dalla metà degli stinchi, dal fiocco.
Le andature sono "rilevate", eleganti e elastiche. L'aspetto generale è nobile e fiero. Il Frisone è un cavallo leale, che ama il lavoro e molto temperamento. Un'altezza di 1,60 m al garrese all'età di tre anni è considerata ideale. Il colore di mantello più gradito è il morello senza segni bianchi, anche se per le giumente è tollerata una piccola stella. È risaputo tuttavia che questa razza raggiunge la maturità verso i sei anni, cioè più tardi rispetto agli altri cavalli.

## Selezione
Al giorno d'oggi il frisone è tutelato dall'associazione olandese FPS (Het Friesch Paarden-Stam-boek) che gestisce interamente la razza. Essa ha creato degli standard di selezione particolarmente rigidi.
Esiste un primo stud-book dei puledri (veulen-boek) al quale sono ammessi solo i soggetti aventi genitori a loro volta certificati. Durante il terzo anno di età vengono sottoposti ad un esame differente a seconda del sesso che assicura che non abbiano difetti di appiombi o ereditari e che abbiano un passo ed un trotto regolari. Quelli che lo superano vengono iscritti allo stud-book (stamboek).
Le giumente riproduttrici, oltre a possedere le qualità sopra indicate, devono misurare minimo 1,54 m al garrese, per passare solo al primo stepp di Stamboek, per gli altri titoli, Ster-Kroon e Model, si richiedono altezze superiori, da 1.56 ad 1.60.
- ster se presentano delle andature particolarmente eleganti
- Kroon viene assegnato per requisito morfologici e attitudine allo sport, e deve già essere Ster i° premio
- Model viene assegnato per requisito morfologici e attitudine allo sport, e che abbiano già avuto un puledro
- preferent se riescono a trasmettere le loro qualità ad almeno quattro puledri ster.

Gli stalloni sono invece sottoposti a prove ancora più selettive. Per entrare a far parte dello stamboek devono misurare minimo 1,59 m al garrese, avere i genitori anche loro iscritti e non avere nessun segno bianco (a proposito di ciò sono controllate anche le quattro generazioni precedenti). La morfologia e le andature devono essere perfette ed eleganti, e vengono effettuate anche delle radiografie delle ossa e delle articolazioni per verificare l'assenza di difetti che potrebbero essere trasmessi alla discendenza. Superato questo test, i candidati sono tenuti sotto osservazione durante settanta giorni durante i quali i giudici esaminano il loro comportamento e la loro attitudine alla sella o agli attacchi. Quelli che passano l'esame ottengono un permesso provvisorio alla monta che è valido per tre anni. Trascorso questo tempo i loro prodotti vengono esaminati: se non sono all'altezza l'autorizzazione è ritirata; se invece sono conformi, è confermata.
Tutte queste condizioni lasciano capire come mai nel mondo ci siano solo circa un centinaio di stalloni certificati (di cui tre quarti nei Paesi Bassi e un quarto in America). Essendoci pochi riproduttori e non essendo ammessi incroci con altre razze possono presentarsi problemi comportamentali, riproduttivi e sensibilità ad alcune patologie. Essi sono evitati tramite un sistema di calcolo del coefficiente di consanguineità disponibile per ogni cavallo iscritto allo stamboek. In questo modo gli allevatori hanno la possibilità di valutare i rischi che la scelta di un determinato riproduttore può comportare.

## Documenti
Esistono documenti diversi rilasciati ai cavalli di razza frisone:
- documenti celeste dal 2015 (ex giallo/verde) padre e madre iscritti allo stamboek (cavalli autorizzati alla riproduzione);
- documenti bianco/nero dal 2015 ( ex marroni) stallone con permesso di monta limitato (cavalli non autorizzati alla riproduzione);
- documenti bianco/nero dal 2015 ( ex rosso/blu) padre e madre entrambi non iscritti allo stamboek (cavalli non autorizzati alla riproduzione)

Ne risulta che i cavalli frisoni appartengono ad uno di questi registri:
- stamboek: stalloni riproduttori, giumente riproduttrici, castroni (tutti al di sopra dei tre anni);
- veulemboek: puledri (al di sotto dei tre anni) iscritti automaticamente se con genitori appartenenti allo stamboek;
- bijboek I e II: puledri o adulti che hanno almeno un genitore ( o entrambi) non appartenente allo stamboek. (ma pursempre frisoni al 100%)

## Filmografia
Grazie alle sue origini e all'eleganza del portamento, il cavallo Frisone è spesso utilizzato in scenografie medievali. Il film che lo ha fatto conoscere al grande pubblico è stato "Ladyhawke" del 1985; è stato anche impiegato per rappresentare Bucefalo nel film Alexander del 2004.